# Yoshigadaira-Feuchtgebiet
Das Yoshigadaira-Feuchtgebiet (jap. 芳ヶ平湿地群) in der japanischen Präfektur Gunma wurde am 28. Mai 2015 als Ramsar-Gebiet ausgewiesen. Das Schutzgebiet hat eine Fläche von 887 ha.

## Flora und Fauna

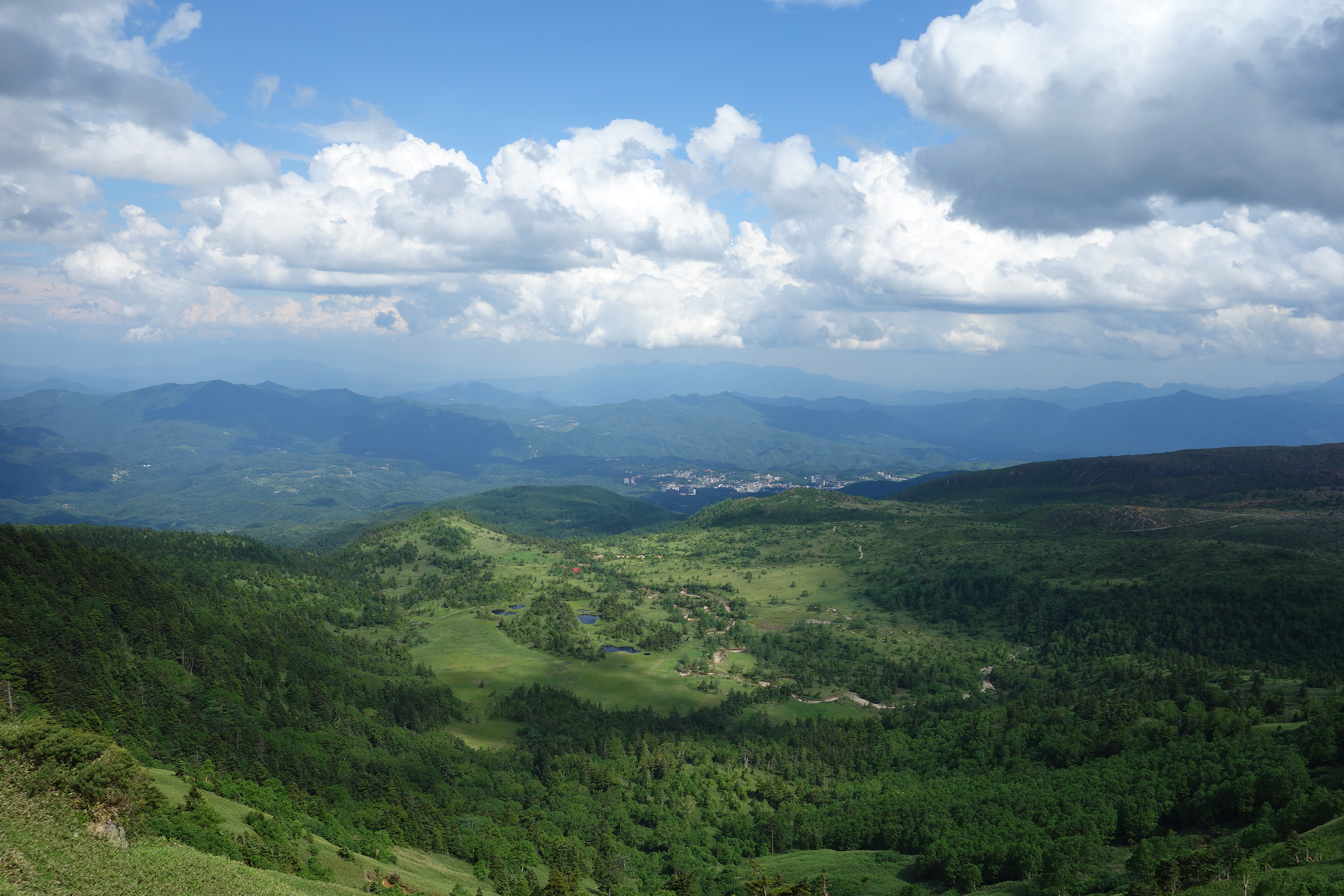
Blick auf das Feuchtgebiet und die nähere Umgebung

Im Schutzgebiet wurden 442 Pflanzenarten nachgewiesen, darunter die auf der 4. Rote Liste gefährdeter Arten Japans als gefährdet (vulnerable) eingestufte Froschlaichalgenart Batrachospermum turfosum.
Darüber hinaus finden sich unter anderem 20 Säugetier-, 62 Vogel-, 3 Fisch- und 14 Libellenarten. Unter den Amphibien ist das Schutzgebiet für die Ruderfroschart Zhangixalus arboreus, eine endemische Art Japans, von Bedeutung. Diese findet hier auf 2150 m ihr am höchsten gelegenes Verbreitungsgebiet. Die Population weist nach genetischen Untersuchungen zudem Unterschiede zu anderen Populationen auf.
Das Yoshigadaira-Feuchtgebiet ist weiterhin ein wichtiger Lebensraum für lokal gefährdete aquatische Insektenarten wie Epitheca bimaculata sibirica, Eubasilissa regina, Nemotaulius admorsus, Phagocata vivida, Yoraperla uenoi und Acilius japonicus.